# Lierse Furie
De Lierse Furie was een treffen op 14 oktober 1595 tussen het Staatse leger en enkele Spaansgezinde steden in en bij de stad Lier.

## Geschiedenis
In 1580 had de stad Lier zich aangesloten bij de Unie van Utrecht, maar na het verraad van 2 augustus 1582 kreeg de stad een Spaans garnizoen. Op 14 oktober 1595 waagde de Staatse bevelhebber van Breda, Charles de Héraugière, een verrassingsaanval op de stad. Hij was in staat om de stad in te nemen en wist de Spanjaarden uit Lier te verdrijven. Hierop begonnen zijn mannen direct de stad te plunderen. In de tussentijd hadden alerte inwoners van Lier om hulp gevraagd en kwamen er versterkingen uit Antwerpen en Mechelen om de Staatse troepen te verdrijven. Met hun hulp slaagden de inwoners van Lier hierin en bij de gevechten werden driehonderd soldaten gedood.

## Herinneringscultuur
Ter herdenking aan de Antwerpse deelname in het verdrijven van de Staatse troepen liet het Antwerpse stadsbestuur gouden en zilveren penningen uitdelen aan de leiders en de dapperste burgers die hadden deelgenomen aan de strijd. Andere deelnemers kregen een koperen penning. Het Mechelse stadsbestuur ging zelfs over tot de aanschaf van een schilderij waarin de gebeurtenis werd afgebeeld. Dit schilderij werd een element van stedelijke trots en een instrument van stedelijk herinnering voor Mechelen.